# ادوارد (ادیک) اصلانیان
ادوارد (ادیک) اصلانیان (ارمنی: Էդուարդ (Էդիկ) Ասլանյան؛ انگلیسی: Edvard Aslanian) بازیگر تئاتر و سینما ارمنی‌تبار اهل ایران بود.

## زندگی‌نامه
متولد ۱۹۳۰ (۱۳۰۹) در مشهد، دورهٔ ابتدایی را در زادگاهش و دورهٔ متوسطه را در تهران طی کرده است. از دوران تحصیل با گروه‌های تئاتر همکاری می‌کرد. در سال ۱۹۵۲ (۱۳۳۱) به گروه تئاتر آدامیان که سرپرست و کارگردان آن آرامائیس آقامالیان بود پیوست. پس از چندی گروه تئاتر شانت را تشکیل داد. سپس کارگردانی گروه تئاتر چهارمحال را به عهده گرفت. در سال ۱۹۹۵ (۱۳۷۴) مجلس بزرگداشتی برای چهل سال فعالیت هنری ادوارد اصلانیان باشگاه فرهنگی چهارمحال ترتیب دادند و از خدمات وی به هنر تئاتر تجلیل کردند. او در سال ۱۹۹۶ (۱۳۷۵) دارفانی را وداع گفت.
ادوارد اصلانیان در فیلم پرده آخر در نقش دکتر بازی کرده است.

## آثار

### تئاتری
- ‏نازار دلاور

### سینمایی
- پرده آخر (۱۳۶۹)